# تامگ
تامگ (انگلیسی: Tamag) نام دوزخ در تنگری‌باوری است. جایی است که جنایتکاران پس از مرگ به مجازات می‌روند. تصویرهای متعددی از تامگ وجود دارد، اما نقطه مشترک تقریباً در همه دیدگاه‌ها، آتش است.